# 플래시 (사진술)

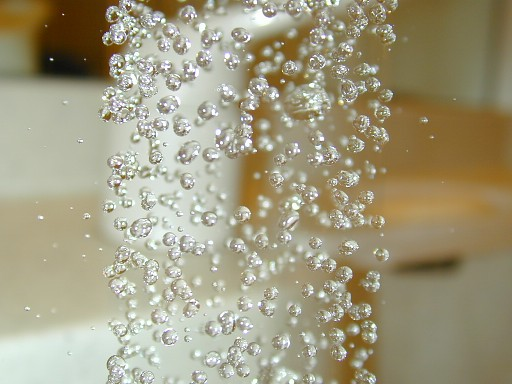
플래시를 사용하여 떨어지는 물방울들을 포착한 사진

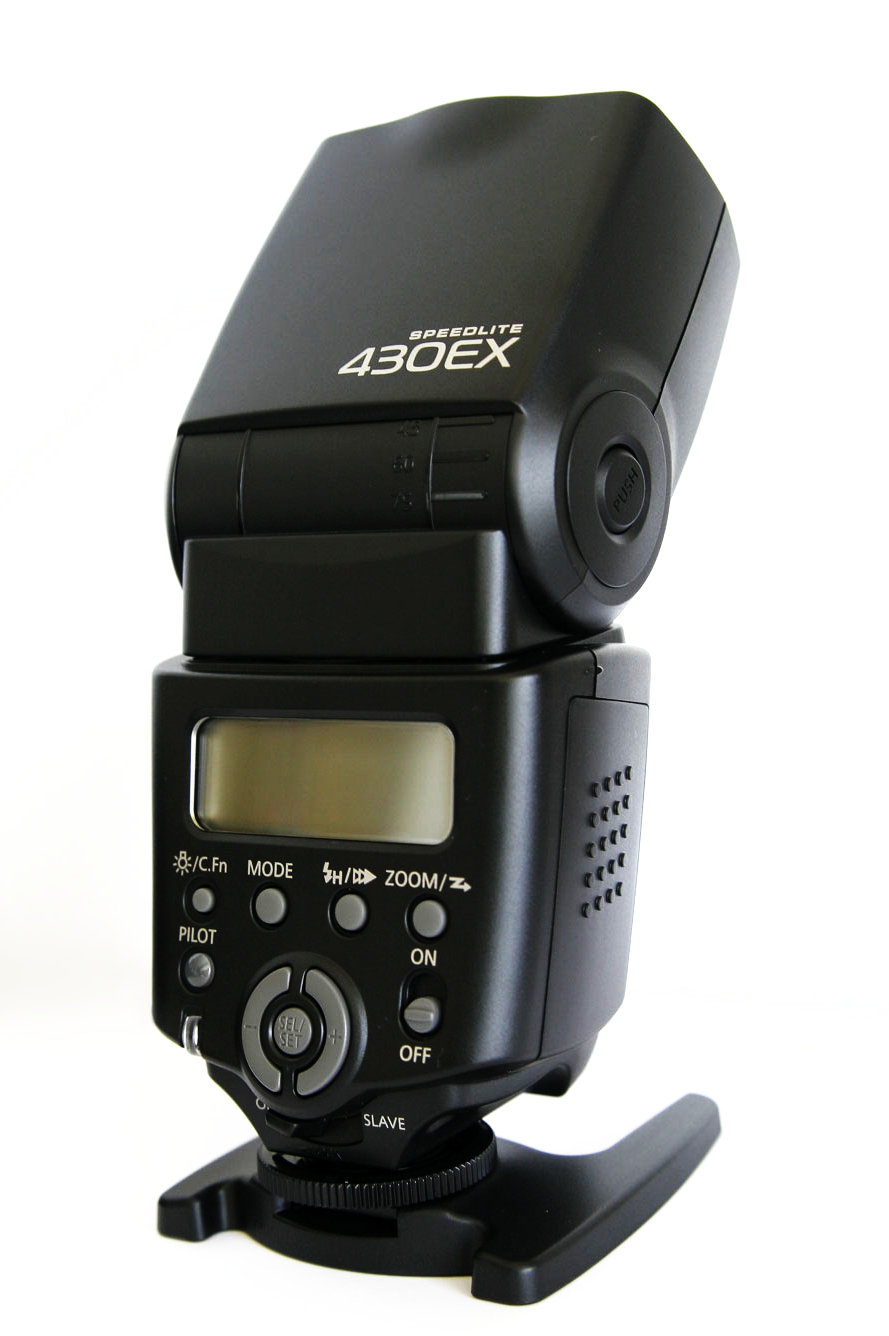
스피드라이트 430EX

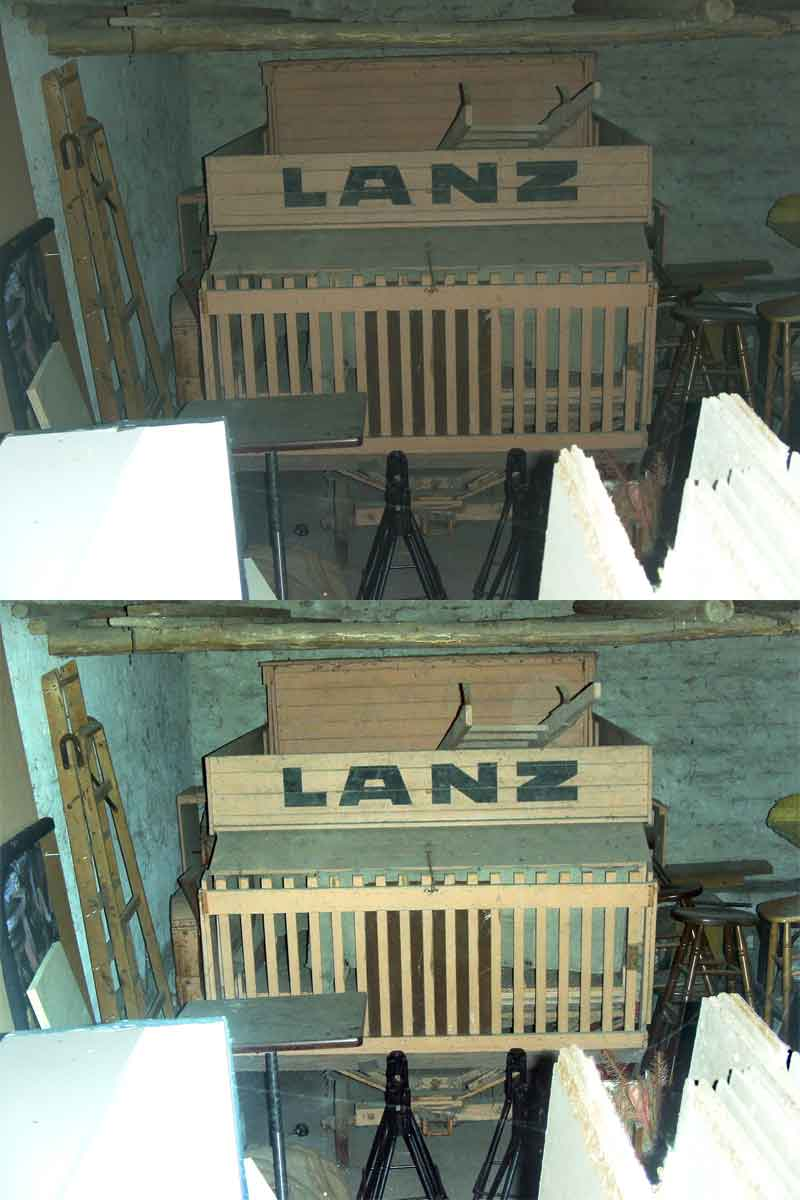
위 사진은 플래시를 약하게 사용한 사진이고, 아래 사진은 플래시를 강하게 사용한 사진이다.

플래시(flash)는 순간적인 섬광을 발생시킴으로써 촬영 장면을 밝히는 장비이다. 스트로보(strobe)가 동일한 의미로 쓰인다. 보통 1/1000초 정도의 시간 동안 지속되며, 색온도는 약 5500K이다. 일반적으로는 저광량 시 순간적으로 장면을 밝히기 위해 사용되지만, 대체로 일정 거리 내의 상대적인 암부를 밝히고자 할 때 사용한다.

## 플래시의 종류
일반적인 디지털 카메라에서는 렌즈의 위쪽에 존재하여 내장 플래시로서 사용되고, 다수의 필름 카메라나 일안반사식 카메라에서는 내장 플래시 이외에도 외장 플래시를 달 수 있는 어댑터가 존재하여 확장성을 갖고 있다. 한편 스튜디오 등에서는 사진기에 장착하는 플래시 이외에도 소프트 박스 등의 소품을 이용하여 다수의 플래시를 동조 장치를 갖추고 촬영하는 경우가 있으며, 링 플래시나 그립 스트로보와 같이 어댑터를 직접 이용하지 않고 사용하는 플래시도 있다.
한편, 플래시는 플래시에 사용된 조명기구의 작동원리에 따라서도 구분할 수 있다. 20세기 초에는 마그네슘과 염화 포타슘을 연료로 사용한 섬광등(flash lamp)을 점화하여 필요한 조명 효과를 얻었고, 1920년대에는 산소가 충전된 섬광전구(flashlight)를 사용하여 일시적인 폭발을 통해 조명 효과를 얻었다. 1960년대에는 코닥사에서 플래시큐브(flashcube)를 개발하여 섬광전구 4개를 순차적으로 소모할 수 있게 하였다. 현재는 고용량의 캐피시터와 전기 방전 램프(아크 램프)를 사용한 플래시튜브(flashtube)로 구성된 전자 플래시를 일반적으로 사용하며, 이 플래시는 튜브 내부의 제논 기체가 방전되면서 나오는 빛을 사용한다.

## 플래시의 세기
플래시의 세기는 가이드 넘버으로 나타낸다. GN은 가이드 넘버(Guide Number)의 약자로 거리와 F 값의 곱을 나타낸다. 일반적인 DSLR카메라의 플래시는 GN 10~13정도의 세기를 갖고, 외장 플래시는 그 크기와 종류에 따라 다양한 값을 갖으나 일반적으로 내장 플래시에 비하면 강력하다. 앞선 스피드라이트 430EX는 GN 43을 갖는 플래시이다.

## 같이 보기
- 플래시 동조
- 가이드 넘버